# پل اسکولز
پل اسکولز (به انگلیسی: Paul Scholes) (‎/ˈpɔːl ˈskoʊlz/‎); بازیکن سابق فوتبال اهل انگلیس است که در تمام عمر فوتبالی‌اش در تیم منچستر یونایتد بازی کرد. او به عنوان یکی از بهترین هافبک‌های نسل خودش درنظر گرفته می‌شود و با ۱۱ عنوان قهرمانی در لیگ جزو بهترین بازیکنان تاریخ لیگ برتر انگلستان محسوب می‌شود.
اسکولز بعد از این که توسط یکی از استعدادیاب‌های منچستر یونایتد در مدرسه‌اش دیده شد، در سن ۱۴ سالگی اولین تمرینش را در منچستر یونایتد انجام داد. اولین بازی رسمی اسکولز در فصل ۹۵–۱۹۹۴ انجام شد. او در آن فصل ۱۷ بازی در لیگ انجام داد. او بیش از ۶۰۰ بازی برای منچستر یونایتد انجام داد.
اسکولز از سال ۱۹۹۷ تا سال ۲۰۰۴ برای تیم ملی بازی کرد. از مهم‌ترین رقابت‌هایی که اسکولز دز آن‌ها حضور داشته می‌توان به جام جهانی ۱۹۹۸، جام جهانی ۲۰۰۲ و همچنین یورو ۲۰۰۰ و یورو ۲۰۰۴ اشاره کرد.
او در مهٔ ۲۰۱۳ برای دومین و آخرین بار از دنیای فوتبال خداحافظی کرد.

## سال‌های اولیه زندگی
اسکولز در بیمارستان هپ در سالفورد از پدر و مادری به نام‌های استوارت و مارینا اسکولز به دنیا آمد. وقتی او ۱۸ ماهه بود، خانواده‌اش به منطقه لانگلی نقل مکان کردند. او در ابتدا هم به فوتبال و هم به کریکت می‌پرداخت. اما سرانجام در ۱۴ سالگی اولین تمرین خود را در منچستر یونایتد انجام داد.

## منچستر یونایتد
اسکولز به همراه بکهام، گیگز، بات، گری و فیلیپ نویل موج جدیدی از استعدادها بودند که در اواسط دهه ۹۰ به منچستر یونایتد آمدند.
اسکولز در ۲۳ ژوئیه ۱۹۹۳ با باشگاه یک قرارداد حرفه‌ای امضا کرد. او شماره ۲۴ را بر تن کرد اما تا فصل ۹۵–۱۹۹۴ به میدان نرفت. در اولین مسابقه‌اش در تاریخ ۲۱ سپتامبر ۱۹۹۴ در جام اتحادیه در برابر پورت واله قرار گرفت و توانست در این دیدار دو گل به ثمر برساند. اولین بازی‌اش در لیگ برتر در برابر ایپسویچ تاون بود. از بازی‌های مهم او در این فصل می‌توان به بازی در مقابل اورتون در فینال جام حذفی اشاره کرد که به عنوان بازیکن تعویضی وارد بازی شد ولی منچستر با نتیجه ۱–۰ این بازی را واگذار کرد.
در فصل ۹۶–۱۹۹۵ او لباس شماره ۲۲ را بر تن کرد. در این فصل با فروش مارک هیوز به چلسی فرصت بیشتری به او رسید تا برای تیم بازی کند. با محرومیت اریک کانتونا در دو ماه اول فصل او در کنار اندی کول زوج خط حمله تیم را تشکیل دادند. اسکولز در این فصل ۱۴ گل به ثمر رساند و به منچستر یونایتد کمک کرد که برنده لیگ برتر و جام حذفی شود.
در فصل بعد او دوباره شماره خود را عوض کرد و اینبار پیراهن شماره ۱۸ را به تن کرد. او در این فصل در لیگ فقط توانست ۳ گل بزند. در پایان فصل آن‌ها قهرمان لیگ برتر شدند.
در فصل ۹۸–۱۹۹۷ با مصدومیت روی کین، اسکولز در خط هافبک به کار گرفته شد. این فصل، فصلی بدون جام برای منچستر یونایتد و اسکولز بود.
با وجود اینکه در فصل ۹۹–۱۹۹۸ اسکولز فینال لیگ قهرمانان را به خاطر محرومیت از دست داد اما یکی از ارکان اصلی تیم برای بدست آوردن سه‌گانه بود. او زننده یکی از دو گل تیم در فینال جام حذفی در برابر نیوکاسل یونایتد بود. او همچنین توانست در لیگ قهرمانان در زمین اینتر میلان گلزنی کند.
در فصل ۰۳–۲۰۰۲ بیشترین گل دوران ورزشی خود را به ثمر رساند. او در تمامی رقابت‌ها موفق به زدن ۲۰ گل شد و کمک زیادی برای قهرمانی در لیگ کرد. فصل بعد از آن این تعداد به ۱۴ گل کاهش یافت. در فصل ۰۵–۲۰۰۴ او کمک زیادی به تیم کرد تا به فینال جام حذفی برسد ولی در ضربات پنالتی ینس لمن ضربه پنالتی اسکولز را مهار کرد تا آرسنال قهرمان جام حذفی شود.
اسکولز نیم فصل دوم فصل ۰۶–۲۰۰۵ را به علت مشکل بینایی از دست داد. علت این مشکل در ابتدا نامشخص بود و احتمال می‌دادند که اسکولز مجبور به پایان دوران ورزشی خود بشود. نهایتاً او بر این مشکل غلبه کرد و در بازی آخر فصل در برابر چارلتون اتلتیک به میدان رفت. گزارش شده است که بینایی اسکولز هیچ‌گاه به حالت اول برنگشته است.
۱۲ سال بعد از اولین بازی اسکولز در منچستر یونایتد در ۲۲ اکتبر ۲۰۰۶، منچستریونایتد در برابر لیورپول قرار گرفت و با ۲ گل این تیم را شکست داد. اسکولز در این بازی یک گل به ثمر رساند. با انجام این بازی اسکولز نهمین بازیکن منچستر یونایتد شد که در ۵۰۰ بازی پیراهن این تیم را بر تن می‌کند و به بزرگان شیاطین سرخ همچون سر بابی چارلتون و بیل فالکس پیوست.
در ۲۳ اکتبر ۲۰۰۷ در جلسه تمرینی قبل از بازی با دینامو کیف در لیگ قهرمانان، اسکولز از ناحیه رباط زانو دچار مشکل شد و تا آخر ژانویه ۲۰۰۸ به میدان‌ها بازنگشت. او در پیروزی ۳–۱ در برابر تاتنهام هاتسپر در دور چهارم جام حذفی بعد از سه ماه دوری از میدان‌ها به عنوان یار تعویضی وارد زمین شد. در همان فصل در دور رفت مرحله نیمه نهایی لیگ قهرمانان اسکولز صدمین بازی خود در این جام را انجام داد. در مسابقه برگشت او تنها گل این دو دیدار را به ثمر رساند و منچستر یونایتد را به فینال لیگ قهرمانان برد. در دیدار فینال طی برخوردی که با کلود ماکلله داشت آسیب دید و دقیقه ۸۷ جای خود را به گیگز داد. منچستریونایتد این بازی را ۶–۵ در ضربات پنالتی برد.

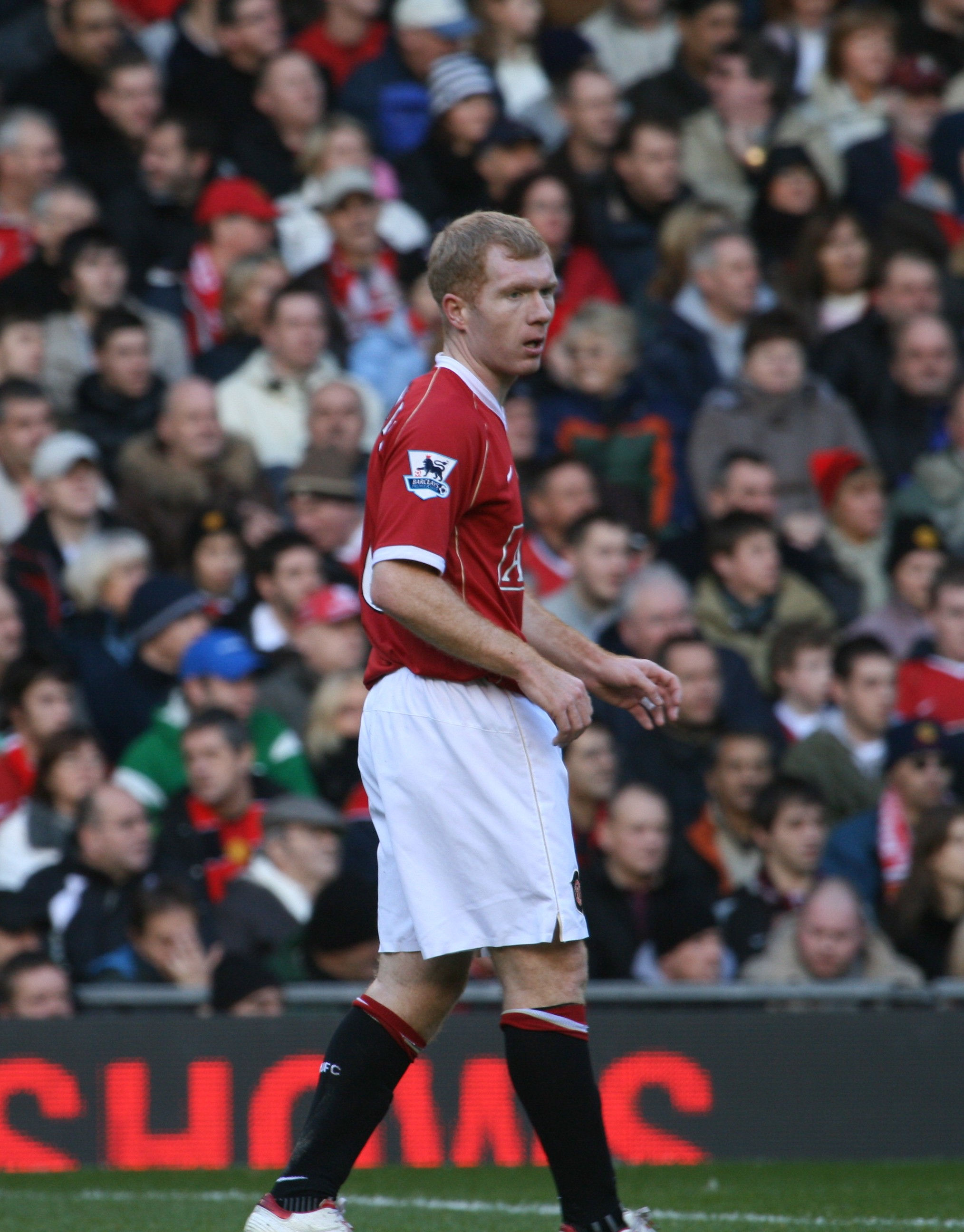
پل اسکولز

در فصل ۱۰–۲۰۰۹ اسکولز بعد از یک سال و نیم در لیگ قهرمانان و در مقابل بشیکتاش موفق به گلزنی شد. همچنین او توانست در همین رقابت‌ها در مقابل زسکا موسکو نیز گلزنی کند. در ۵ دسامبر ۲۰۰۹ او نود و نهمین گل خود در لیگ برتر را در مقابل وستهام به ثمر رساند. چندی بعد در ۶ مارس ۲۰۱۰ با گلی که در مقابل ولورهمپتون به ثمر رساند به نوزدهمین بازیکن تاریخ لیگ برتر تبدیل شد که موفق به زدن ۱۰۰ گل می‌شود. یکی دیگر از گل‌های مهم اسکولز در این فصل در برابر تیم آث میلان بود. در ۲۷ آوریل ۲۰۱۰ یک روز بعد از این که قراردادش را برای یک سال دیگر و تا پایان فصل ۱۱–۲۰۱۰ تمدید کرد موفق به گلزنی در برابر منچستر سیتی شد.
وی در روز ۳۱ مه ۲۰۱۱ خداحافظی خود از دنیای فوتبال را اعلام کرد و گفت که به کادر فنی تیم منچستر یونایتد خواهد پیوست. اما پس از چندی در اواسط فصل بعد و پس از مصدومیتهای پی در پی بازیکنان و ضعف چشمگیر هافبک‌ها دوباره به میدان‌ها بازگشت و دوباره شادابی و قدرت را به شیاطین هدیه داد!

## تیم ملی
در سال ۱۹۹۷ اسکولز اولین بازی ملی خود را در یک بازی دوستانه با آفریقای جنوبی در الدترافورد انجام داد.
او در ترکیب تیم ملی برای بازی‌های جام جهانی ۱۹۹۸ قرار داشت. جایی که انگلیس با کلمبیا، تونس و رومانی هم‌گروه بود. در بازی اول انگلیس در این جام در برابر تونس اسکولز توانست گل دوم تیمش را به ثمر برساند.
در ۲۷ مارس ۱۹۹۹ اسکولز در برابر لهستان توانست هت تریک کند. همچنین در دیگر بازی مرحله مقدماتی جام ملت‌های اروپا ۲۰۰۰ در برابر اسکاتلند موفق به زدن دو گل دیگر شد. در همان رقابت‌ها با اخراج در برابر سوئد به اولین و آخرین بازیکنی تبدیل شد که در یک بازی رسمی در ورزشگاه قدیمی ومبلی از مسابقه اخراج می‌شود.
در جام جهانی ۲۰۰۲، اسون گوران اریکسون مربی وقت تیم ملی از او به عنوان هافبک چپ استفاده کرد و از زوج جرارد و لمپارد در میانه میدان استفاده کرد.
در آگوست ۲۰۰۴ با ذکر اینکه خانواده و تیم باشگاهی‌اش مهم‌تر از تیم ملی است، از تیم ملی خداحافظی کرد.
استیو مکلارن مربی بعدی تیم ملی از او خواست تا به تیم ملی بازگردد ولی او نپذیرفت.
فابیو کاپلو مربی کنونی تیم ملی نیز از او خواست تا برای مسابقات جام جهانی فوتبال ۲۰۱۰ به تیم ملی بازگردد اما او دوباره این پیشنهاد را رد کرد.

### گل‌های ملی
| #  | تاریخ           | مکان                         | حریف     | نتیجه | مسابقات                       | تعداد گل‌ها |
| -- | --------------- | ---------------------------- | -------- | ----- | ----------------------------- | ---------- |
| ۱  | ۴ ژوئن ۱۹۹۷     | اِستده ده لا بوژوا، نانت      | ایتالیا  | ۲–۰   | تورنوا ده فرانس ۱۹۹۷          | ۱          |
| ۲  | ۱۰ سپتامبر ۱۹۹۷ | ومبلی، لندن                  | مولداوی  | ۴–۰   | مقدماتی جام جهانی فوتبال ۱۹۹۸ | ۱          |
| ۳  | ۱۵ نوامبر ۱۹۹۷  | ورزشگاه ومبلی، لندن          | کامرون   | ۲–۰   | دوستانه                       | ۱          |
| ۴  | ۱۵ ژوئن ۱۹۹۸    | استده ولودروم، مارسی         | تونس     | ۲–۰   | جام جهانی فوتبال ۱۹۹۸         | ۱          |
| ۵  | ۲۷ مارس ۱۹۹۷    | ورزشگاه ومبلی، لندن          | لهستان   | ۳–۱   | مقدماتی یورو ۲۰۰۰             | ۳          |
| ۸  | ۱۳ نوامبر ۱۹۹۹  | ورزشگاه همپدن پارک، اسکاتلند | اسکاتلند | ۲–۰   | مقدماتی یورو ۲۰۰۰             | ۲          |
| ۱۰ | ۱۲ ژوئن ۲۰۰۰    | فیلیپس استدیون، آیندهوون     | پرتغال   | ۲–۳   | یورو ۲۰۰۰                     | ۱          |
| ۱۱ | ۲۸ مارس ۲۰۰۱    | استادیوم کمال استافا، تیرانا | آلبانی   | ۳–۱   | مقدماتی جام جهانی فوتبال ۲۰۰۲ | ۱          |
| ۱۲ | ۲۵ مه ۲۰۰۱      | ورزشگاه پراید پارک، دربی     | مکزیک    | ۴–۰   | دوستانه                       | ۱          |
| ۱۳ | ۶ ژوئن ۲۰۰۱     | استادیوم المپیک، آتن         | یونان    | ۲–۰   | مقدماتی جام جهانی فوتبال ۲۰۰۲ | ۱          |
| ۱۴ | ۲۱ ژوئن ۲۰۰۴    | استدیو ده لوش، لیسبون        | کرواسی   | ۴–۲   | یورو ۲۰۰۴                     | ۱          |

## افتخارات

### باشگاهی

#### منچستر یونایتد
- لیگ برتر (۱۱): ۹۶–۱۹۹۵، ۹۷–۱۹۹۶، ۹۹–۱۹۹۸، ۲۰۰۰–۱۹۹۹، ۰۱–۲۰۰۰، ۰۳–۲۰۰۲، ۰۷–۲۰۰۶، ۰۸–۲۰۰۷، ۰۹–۲۰۰۸، ۱۱–۲۰۱۰، ۱۳–۲۰۱۲
- جام حذفی (۳): ۹۶–۱۹۹۵، ۹۹–۱۹۹۸، ۰۴–۲۰۰۳
- جام اتحادیه (۲): ۰۹–۲۰۰۸، ۱۰–۲۰۰۹
- جام خیریه انگلستان (۵): ۱۹۹۶، ۱۹۹۷، ۲۰۰۳، ۲۰۰۸، ۲۰۱۰
- لیگ قهرمانان اروپا (۲): ۹۹–۱۹۹۸، ۰۸–۲۰۰۷
- جام بین قاره‌ای (۱): ۱۹۹۹
- جام باشگاه‌های جهان (۱): ۲۰۰۸

### ملی

#### زیر ۱۸ ساله‌های انگلستان
- جام ملت‌های زیر ۱۸ ساله‌های اروپا: ۱۹۹۳

### فردی
- بازیکن ماه لیگ برتر (۳): ژانویه ۲۰۰۳، دسامبر ۲۰۰۳، اکتبر ۲۰۰۶
- تیم فصل لیگ برتر (۳): ۰۱–۲۰۰۰، ۰۳–۲۰۰۲، ۰۷–۲۰۰۶
- جایزه ۱۰ فصل لیگ برتر - تیم دهه (۹۳–۱۹۹۲ تا ۰۲–۲۰۰۱)
- تالار شهرت فوتبال انگلستان:[۱] ۲۰۰۸